# Peky Andino
Peky Andino Moscoso (Quito, 19 de septiembre de 1962) es un dramaturgo, guionista, director de televisión y actor ecuatoriano.

## Biografía
Nació el 19 de septiembre de 1962 en Quito, provincia de Pichincha, aunque pasó sus primeros años en Latacunga. Realizó sus estudios superiores en la Universidad de La Coruña, en España, donde estudió teatro y cinematografía, y en la Universidad Central del Ecuador, donde cursó la carrera de ciencias públicas y sociales.
En 1994 fundó la banda de rock Sal y Mileto junto al guitarrista Paúl Segovia.
Entre los reconocimientos que ha obtenido destacan el Premio Nacional de las Artes, el Premio Nacional de Dramaturgia, el Premio Joaquín Gallegos Lara al mejor libro de teatro (obtenido en 2006 y en 2011) y el Premio Otto Castillo al teatro experimental y político.
Fue guionista de las series de televisión ¡Dejémonos de vainas!, Pasado y Confeso y Esta gente es una vaina y director de Historias Personales, Zona Obskura, Secretos, Sharon la Hechicera y Sí se puede. Como actor ha participado en películas tales como Ratas, ratones, rateros, de Sebastián Cordero y Prometeo deportado de Fernando Mieles.
Entre sus piezas teatrales más conocidas destaca la obra Medea llama por cobrar, en que recrea el drama de las familias ecuatorianas que tuvieron que emigrar durante la crisis económica de 1999 a través de una trama con múltiples paralelos a la tragedia griega Medea de Eurípides.

## Publicaciones
- Medea llama por cobrar (2006), teatro
- Las comedias de la muerte (2011), teatro[9]
- Moscas de plata (2014), poesía[10]